# Карасай (стадион)
Спортивный стадион "Авангард" — находится в центральной части города Петропавловск (Северо-Казахстанская область). Был построен во времена СССР на месте прицерковного кладбища.  На данный момент является домашним стадионом профессионального футбольного клуба «Кызыл-Жар СК», основанного в 1968 году.
В непосредственной близости со стадионом находятся бассейн «Дельфин», ДЮСШ «Виктория», развлекательный центр «Кристалл», Римско-католический Костел Святого Сердца Иисуса и Православный Храм Всех Святых.
В 2016-2017гг. была проведена реконструкция стадиона, в ходе которой были произведёны работы по усилению несущих конструкций и комплексному ремонту трибун, строительство подтрибунных помещений западной трибуны, произведена замена покрытия футбольного поля на современное искусственное, отвечающее нормам УЕФА, установлено современное табло. В 2020 г. рядом со стадионом построено дополнительное тренировочное футбольное поле с искусственным покрытием. 
В связи с завоеванием в 2021 году ФК Кызыл-Жар СК путевки в Лигу Конференций УЕФА, в 2022 году запланирована большая реконструкция стадиона по стандартам УЕФА. Планируется что по итогам реконструкции стадион должен будет соответствовать 4-й категории УЕФА. Первый этап реконструкции был проведен в 2023 году. Произведена полная замена осветительной системы, табло, звукового оборудования. Произведен монтаж системы жидкостного подогрева поля, его полива, дренажа, уложено искусственное покрытие последнего поколения. В июле 2024 на стадионе начался второй этап реконструкции. Произведена реконструкция трибун в частности произведена полная перепланировка и перестройка помещений западной трибуны, отстроен заново административный блок, установлены навесы, заменено покрытие беговых дорожек, выполнено благоустройство прилегающей территории. В мае 2025 второй этап реконструкции завершился и стадион принял первые матчи. До полного завершения реконструкции в ближайшее время предстоит третий этап, в ходе которого планируется строительство подтрибунных помещений и монтаж навеса восточной трибуны.
Помимо футбольных матчей, на стадионе проводятся и другие спортивные мероприятия. В зимнее время года на стадионе также функционирует общественный каток, с возможностью проката коньков. На стадионе была предусмотрена также и хоккейная коробка, которая в 2015 году была заменена на хоккейный корт тентового типа.